# چمیش (روستا)
چمیش (به بلغاری: Chemish) یک منطقهٔ مسکونی در بلغارستان است که در شهرستان گئورگی دامیانوو واقع شده‌است.